# Cabernet Franc

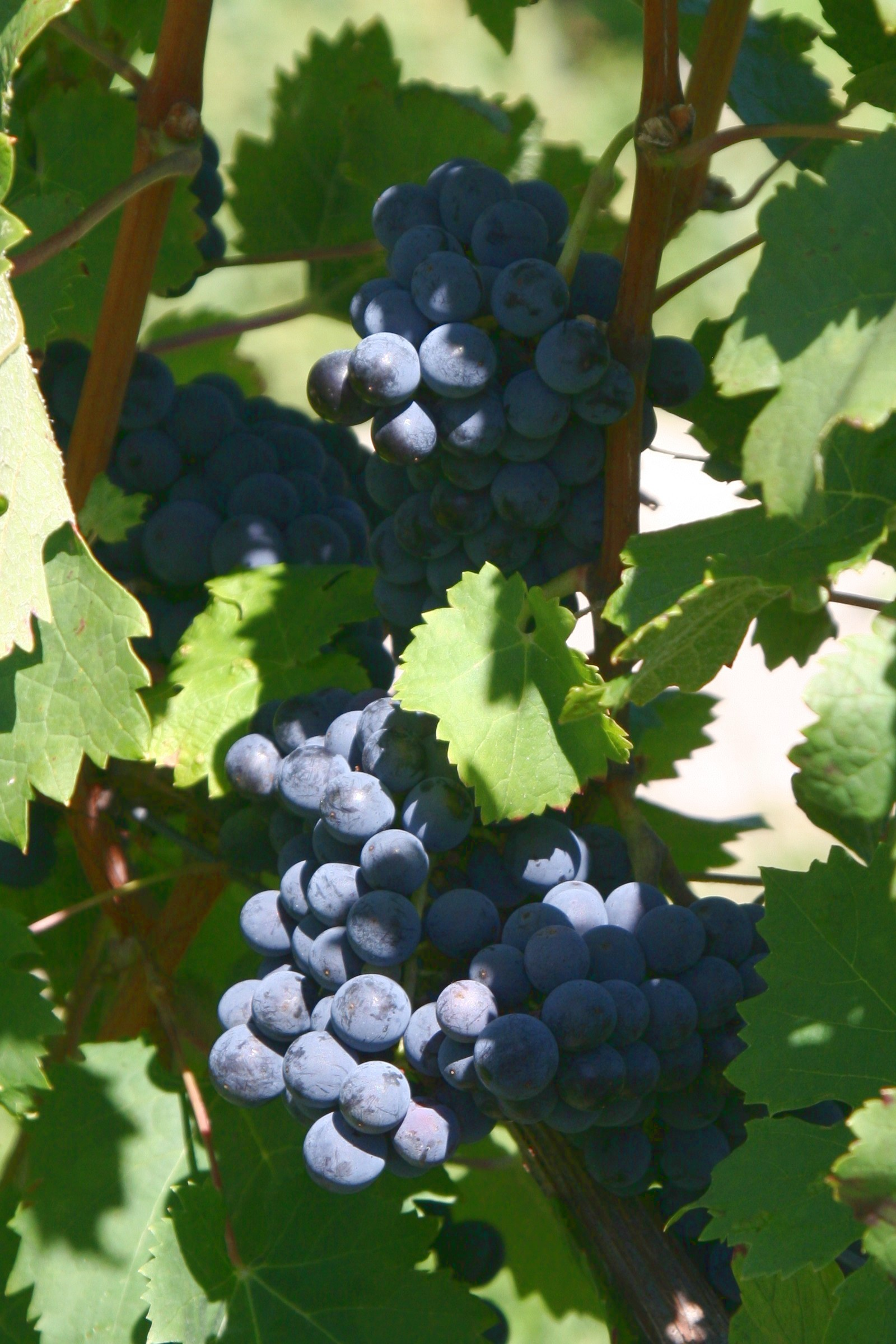
De Cabernet Franc-druif

De Cabernet Franc is een blauwe druivensoort, en de rode wijn die hiervan wordt gemaakt.
De Cabernet Franc is onder meer gebruikt voor kruising tot de Cabernet Sauvignon, die dan ook gelijkenissen vertoont met de Cabernet Franc. De Cabernet Franc is iets vroeger rijp dan de Cabernet Sauvignon, en verdraagt koude beter waardoor hij goed kan rijpen in wat koudere streken. In de wijnstreek Bordeaux wordt hij dan ook op wat koelere plaatsen verbouwd. Ook heeft hij wat minder harde tannines, waardoor hij milder smaakt.
De Cabernet Franc wordt als een soort verzekering verbouwd, voor het geval de Cabernet Sauvignon niet voldoende uitrijpt.
Er zijn maar weinig wijnen die volledig van de Cabernet Franc worden gemaakt. Vaak wordt hij geblend met de Merlot en de Cabernet Sauvignon, bijvoorbeeld in de Bordeauxstreek.
Een groot aantal rode wijnen van de Loire zijn gemaakt met de Cabernet Franc, hoewel dat niet op het etiket wordt vermeld. Inmiddels wordt deze druivensoort overal in de wereld aangeplant.
Verder wordt deze druivensoort in de Côtes de Gascogne gebruikt voor rode wijn en roséwijn.

## Synoniemen[1]
- Acheria
- Aroia
- Arrouya
- Auxquels
- Baro
- Beron
- Bidure
- Bordo
- Bordo magher
- Boubet
- Bouchet
- Bouchet Saint-Emilion
- Bouchy
- Breton
- Burdeas tinto
- Cabernet
- Cabernet aunis
- Cabernet blanc
- Cabernet Bresciano
- Cabernet d'Aunis
- Cabernet franc blauer
- Cabernet franc crni
- Cabernet franc nero
- Cabernet franc noir
- Cabernet franchese
- Cabernet franco
- Cabernet frank
- Cabernet gris
- Cabonet
- Capbreton
- Capbreton rouge
- Carbenet
- Carbonet
- Carbouet
- Carmenet
- Carne franc
- Couahort
- Crouchen negre
- Crouchen noir
- Fer servandou
- Gamput
- Gro kaberne
- Gro vidyur
- Gro vidyuz
- Gros bouchet
- Gros cabernet
- Gros vidure
- Grosse vidure
- Hartling
- Kaberne
- Kaberne fran
- Kaberne frank
- Kabernet frank Breton
- Karmene
- Messanges
- Messanges rouge
- Morenoa veron Bouchy
- Noir dur
- Petit fer
- Petit viodure
- Petite vidure
- Petite vignedure
- Plan des sables
- Plant Breton
- Plant de l'Abbé Breton
- Sable rouge
- Trouchet
- Trouchet noir
- Verdejilla tint
- Veron
- Veron bouchy
- Veronais